# Norwood (Kentucky)
Norwood – miasto w Stanach Zjednoczonych, w stanie Kentucky, w hrabstwie Jefferson.